# Teatua a Taepoa
Teatua a Taepoa – niewielka wyspa położona na Oceanie Spokojnym, w archipelagu Tuvalu, w środkowej części atolu Nanumea.